# Oncietta
Oncietta – złota moneta neapolitańsko-sycylijska, o wartości 3 srebrnych dukatów, zawierająca 3,77 grama złota, bita w latach 1818–1856.